# Aechmea subpetiolata
Espèce
Classification phylogénétique
Aechmea subpetiolata est une espèce de plantes à fleurs de la famille des Bromeliaceae, endémique de Colombie.

## Synonymes
- Pothuava subpetiolata (L.B.Sm.) L.B.Sm. & W.J.Kress[1].

## Distribution
L'espèce est endémique du département de Cauca en Colombie.